# Hetty Beck
Hetty Beck (Groningen, 17 februari 1888 – Laren, 10 april 1979) was een Nederlands hoorspelactrice. Het door Willem van Cappellen opgerichte gezelschap waar ze bij hoorde bracht in de jaren dertig met grote regelmaat hoorspelen en literaire voordrachten op de radio. 
Beck heeft een toneelopleiding in Berlijn gedaan. Vanaf de jaren vijftig was ze ook wel op televisie te zien. Ook speelde ze in enkele Nederlandse films, zoals Het mes van Fons Rademakers (1961). De laatste jaren van haar leven sleet ze in het Rosa Spier Huis te Laren.

## Filmografie
- Jane Eyre (1958) - Mrs. Fairfax, televisiefilm
- Het mes (1961) - Marie
- De overval (1962) - Eppie's moeder
- Nachttrein naar Hannover (1964), televisiefilm
- Woyzeck (1972), televisiefilm

Enkele hoorspelen met de medewerking van Beck:
- De Chinese fluitspeler.
- Met de hakken over de sloot.
- Napoleon Bonaparte contra Lazare Hoche.